# Ludwig Ernst von Voß
Ludwig Ernst von Voß (* 31. Juli 1734 bei Philippsburg; † 11. Dezember 1811 in Sagan) war ein preußischer Generalleutnant und Chef des Dragonerregiments Nr. 11.

## Leben

### Herkunft
Friedrich Karl war der Sohn von Christian Karl von Voß (* 1693; † 15. Oktober 1763), Oberst bei der fürstlichen Leibgarde zu Pferde in Sachsen-Gotha, und dessen Ehefrau Magdalene Friederike, geborene Janus von Eberstedt. Der spätere preußische Generalleutnant Karl Friedrich von Voß war sein Bruder. Er selber wurde bei der Belagerung der Festung Philippsburg geboren.

### Militärkarriere
Voß ging 1749 in sachsen-gothaische Dienste und kam dort in das Leibregiment zu Fuß. Dort wurde er am 14. August 1752 Fähnrich und am 8. März 1756 Leutnant. Während des Siebenjährigen Krieges nahm er am 25. Februar 1757 seinen Abschied, wechselte in preußische Dienste und wurde im Grünen Dragonerregiment, das Teil eines Freikorps unter Kleist war, angestellt. Am 21. Februar 1761 wurde er dann Stabsrittmeister im Kürassierregiment „von Bredow“. Dort stieg Voß am 29. Juni 1763 zum Rittmeister und Kompaniechef auf.
Nach dem Krieg wurde er am 4. Dezember 1777 Major und nahm als solcher 1778/79 am Bayrischen Erbfolgekrieg teil. Am 24. Juni 1787 wurde er Oberstleutnant und am 29. Mai 1789 auch Kommandeur des Kürassierregiment „von Manstein“. Dazu erhielt er am 27. August 1789 bei der Revue den Orden Pour le Mérite. Mit dem Ersten Koalitionskrieg wurde er Chef des Dragonerregiments „von Tschirschky“, das sofort an den Rhein verlegt wurde. Am 4. Januar 1794 wurde er auch zum Generalmajor ernannt. Am 21. Mai 1800 wurde er auch noch zum Generalleutnant befördert. Mit seinem Regiment und drei Füsilierbataillonen besetzte Voß auf Befehl von König Friedrich Wilhelm III. im Juni 1802 die Stadt Erfurt. Nachdem er dort das Kommando an Generalleutnant Leopold Alexander von Wartensleben übergeben hatte, kehrte Voß Ende August 1802 mit seinem Regiment in die Garnison nach Schlesien zurück. Im September 1803 erlitt er auf einer Reise zu den Manövern nach Potsdam einen Unfall, der ihn schließlich zwang, krankheitsbedingt seinen Abschied zu nehmen. Nachdem er noch im August 1804 mit dem Roten Adlerorden ausgezeichnet worden war, erhielt Voß am 30. November 1805 seine Demission mit einer Pension von 1500 Talern.

### Familie
Er heiratete am 9. November 1767 Wilhelmine Sophie von Hackeborn (* 17. April 1744; † 23. April 1814 in Sagan). Das Paar hatte mehrere Kinder:
- Karl Ludwig (* 1774; † 17. Mai 1822), Major a. D.
- August Friedrich (* 1780; † 26. August 1813), gefallen bei Katzbach als Premierleutnant
- Luise Wilhelmine Ernestine (* 9. Februar 1769; † 28. Februar 1828)[2] ⚭ Karl (Carl) Julius Wilhelm von Prittwitz (* 8. März 1758; † 4. Mai 1835), Landrat (Eltern des Generals Karl von Prittwitz)